# Porto Novo
Porto Novo, capitala republicii Benin, este situată în laguna cu același nume, la 13 km de gura de vărsare a râului Oueme în Oceanul Atlantic (Golful Benin) și la circa 30 km de Cotonou, cel mai mare oraș din țară.
În 1994 număra 175.000 de locuitori, iar în prezent (2002) a ajuns la circa de 230.000 locuitori, fiind al doilea oraș al țării după Cotonou.

## Istoric
Așezarea a fost întemeiată pe la 1600 de triburi ewe. Fondatorul regatului, prințul Adja Tê-Agbanlin i-a dat numele Hôgbonou (intrarea în Casa Mare), în timp ce cei din tribul Yoruba i-au dat numele de Adjatchè (cucerit de Adja).
În 1730, portughezul Eucharistus de Campos i-a dat orașului numele de Puerto - Nuevo, datorită asemănării cu orașul portuhez Porto.
Porto Novo a devenit o bază maritimă portugheză. Mai apoi a devenit capitala unui regat independent, dar care in a doua jumătate a secolului XIX, a fost inclus în regatul Dahomey. După cucerirea franceză devine, în 1893, centrul administrativ al coloniei, iar in 1960, al Beninului independent.

## Descriere
- Centru industrial (ulei de palmier, egrenarea bumbacului, decorticarea arahidelor, conserve de fructe etc.)
- Importantă piață agricolă pentru bumbac, banane, cacao etc.
- Stațiune climaterică.
- Principalul centru politic și administrativ al țării.
- În curs de dezvoltare și funcția cultural-științifică (Bibliotheque Nationale, 1976, Musee National, câteva institute de cercetare.)

## Personalități născute aici
- Erick Kristal (n. 1976), cântăreț reggae.